# Ex Machina (film)
Ex Machina (stylizowany zapis: EX_MACHINA) – brytyjski thriller science fiction z 2015 roku w reżyserii Alexa Garlanda, będący jego debiutem reżyserskim.
Film kręcony był głównie w hotelu Juvet Landscape w dolinie Valldalen w Norwegii.

## Fabuła
Młody programista Caleb (Domhnall Gleeson), pracujący w firmie komputerowej, wygrywa konkurs, w którym nagrodą jest możliwość spędzenia tygodnia w luksusowej posiadłości szefa firmy, Nathana (Oscar Isaac). Na miejscu okazuje się, że Nathan pracuje nad sztuczną inteligencją i chce, by Caleb przeprowadził test Turinga w celu sprawdzenia czy projekt się udał. Mężczyzna zgadza się i odbywa serię rozmów z humanoidalnym robotem o imieniu Ava (Alicia Vikander). Z biegiem czasu wywiązuje się między nimi nietypowa więź, a Caleb odkrywa, że jego szef nie powiedział mu całej prawdy o eksperymencie.

## Obsada
- Domhnall Gleeson jako Caleb
- Alicia Vikander jako Ava
- Oscar Isaac jako Nathan
- Sonoya Mizuno jako Kyoko

## Odbiór
Film otrzymał dobre recenzje od krytyków zdobywając 92% pozytywnych ocen w serwisie Rotten Tomatoes, przy średniej 8/10, oraz opinię: Ex Machina opiera się bardziej na ideach niż efektach, ale nadal jest to wizualnie dopracowane dzieło i niezwykle wciągające sci-fi.
W recenzji dla serwisu His Name Is Death Albert Nowicki pisał: „Nie jest to czcza opowiastka, przeciwnie – to dzieło obrzydliwie mądre. Filmów sci-fi stanowiących pretekst do kontemplacji nad własnym 'ja' i nad kondycją człowieka w obliczu postępu technologicznego (jak i kondycją człowieka w ogóle) powstało już sporo, w ciągu minionych lat żaden nie wyróżnił się natomiast na tle pozostałych tak, jak zrobiła to Ex Machina. Filozoficzne zacięcie Garlanda zasługuje na aplauz.”
Film zdobył szereg nagród i nominacji, m.in. dwie do Oscarów (w kategoriach „Najlepszy scenariusz oryginalny” i „Najlepsze efekty specjalne”), przy czym zdobył statuetkę za najlepsze efekty specjalne.